# Jeholornis
Jeholornis es un género de ave primitiva que vivió en el Cretácico Inferior (hace aproximadamente 120 millones de años, en el Aptiense), en lo que hoy es China. Era un gran ave herbívora, que se alimentaba de semillas de diversas plantas. Existe una controversia sobre si Jeholornis debe tener preferencia sobre Shenzhouraptor o no.

## Descripción

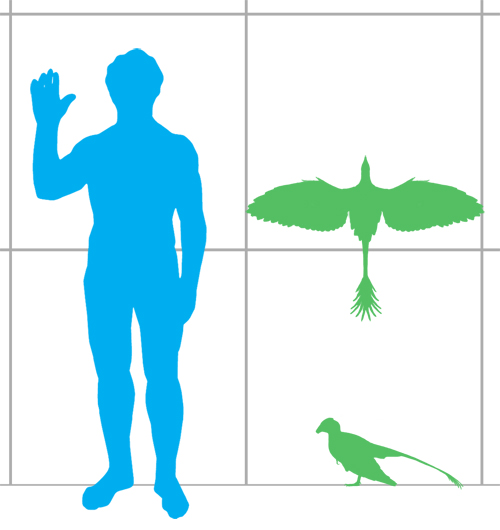
Talla comparada.

Jeholornis es una de las mayores aves mesozoicas, con una longitud de aproximadamente 80 cm en ejemplares adultos. El cráneo era corto y alto, curvado hacia abajo. En la especie J. prima la mandíbula superior carecía de dientes, mientras que la inferior tenía tres, mientras que la especie J. palmapenis tenía dientes en la parte media de la mandíbula superior, aunque no en la frontal.
Las extremidades superiores eran más largas que las inferiores, y presentaban una fuerte musculatura alar. Las extremidades inferiores no eran muy largas, lo que indica que el ave no estaba especializada para correr. El primer dedo, el hallux, estaba revertido, de manera similar al de las aves modernas, y presentaba garras curvas. La cola era similar a la de los dromeosáuridos, aunque el número de vértebras era similar al de Archaeopteryx.

### Plumas

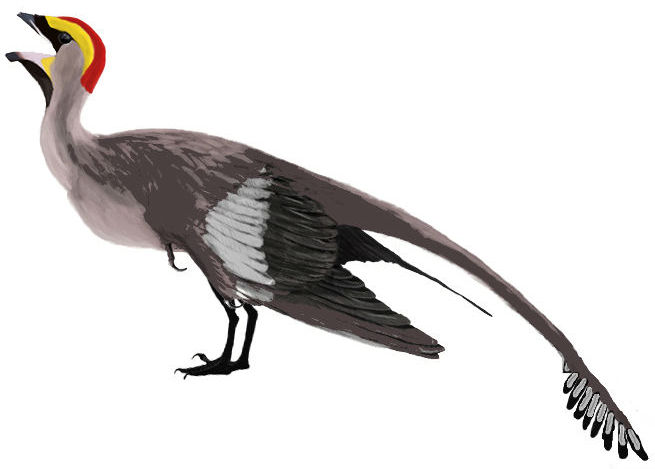
Recreación de un Jeholornis

Dos de los especímenes de Jeholornis preservan plumas. Las plumas de las alas eran asimétricas (y por lo tanto aerodinámicas, como en las aves modernas) y largas, de 21 cm aproximadamente. Su número exacto no se puede determinar debido al deterioro de las mismas durante la fosilización.
La cola de Jeholornis acababa en un abanico de plumas, extendido solamente en el extremo de la cola (como en Microraptor y no como Archaeopteryx). En la especie J. palmapenis el abanico de plumas consistía en 11 plumas largas y estrechas, que se extendían de forma similar a la hoja de una palmera. Esta disposición indica que eran utilizadas para cortejo o exhibición. En el nacimiento de la cola había otro abanico de plumas, más corto y compacto, que sería utilizado para sustentación y maniobrabilidad en vuelo.

## Taxonomía y especímenes

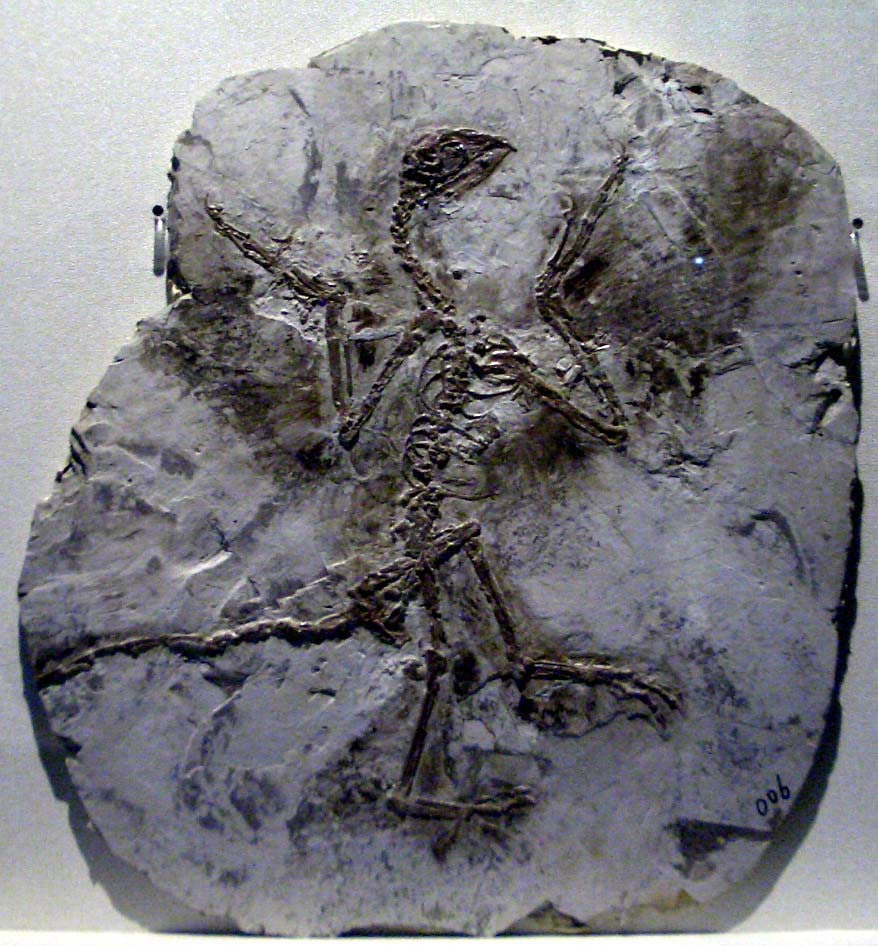
Espécimen referido como Shenzhouraptor sinensis

El género Jeholornis contiene al menos dos especies: Jeholornis prima, descrita en 2002, llamada así por la apariencia primitiva de su cola, y Jeholornis palmapenis, descrita en 2012, llamada así por las plumas de su cola, cuya disposición recuerda a las hojas de una palmera. Jeholornis se incluye dentro de la familia Jeholornithidae y en el orden Jeholornithiformes, dentro de los cuales es el único representante.
Se han descrito formalmente 5 especímenes de Jeholornis. El holotipo, de la especie J. prima, llamado IVPP V13274, se encuentra en la colección del Instituto de Paleontología de vertebrados y Paleoantropología de Pekín, y fue descrito en 2002. Otros dos especímenes, llamados IVPP V13550 y IVPP V13553, fueron descritos al año siguiente. Existe otro espécimen, referido como LPM 0193, que fue considerado como un género y especie nuevos, Shenzhouraptor sinensis, aunque seguramente sea un sinónimo de J. prima. Otro espécimen también fue nombrado como otra especie, Jixiangornis orientalis, la cual también se considera sinónimo de Jeholornis.

### Controversia por el nombre
Existe cierta controversia sobre la validez del género Jeholornis frente a Shenzhouraptor. Shenzhouraptor sinensis fue descrito en julio de 2002 por Ji et al., en el mismo mes que Zhou y Zhang describieron  Jeholornis prima en la revista Nature. A pesar de las diferencias de tamaño, vértebras caudales y dentición, generalmente se considera que ambas especies son sinónimos. Sin embargo, todavía no se ha demostrado formalmente la sinonimia de ambos géneros, y no se sabe si realmente son el mismo género o dos diferentes. Por otro lado, de ser sinónimos, al haber sido publicados con días de diferencia, es difícil establecer prioridad en el nombre de la especie y cuál debería ser el oficial. Jeholornis se publicó en Nature, una revista de publicación semanal, el 25 de julio de 2002, mientras que Shenzhouraptor se publicó en una revista mensual, sin fecha específica. Dado que la revista mensual no tiene fecha exacta de publicación, las normas de nomenclatura indican que la fecha debe ser la última del mes (31 de julio), lo que daría prioridad a Jeholornis. Sin embargo, el nombre Shenzhouraptor apareció dos días antes, el 23 de julio, en un periódico en China, aunque no corresponde a la descripción formal, y generalmente no se tiene en cuenta. Más tarde, en 2003, se estableció que ambos géneros eran sinónimos, aunque aun es necesario un estudio más profundo para comprobar la sinonimia. La mayoría de estudios, incluida la descripción de la segunda especie en 2012, se decantan por Jeholornis como nombre oficial.

## Paleobiología

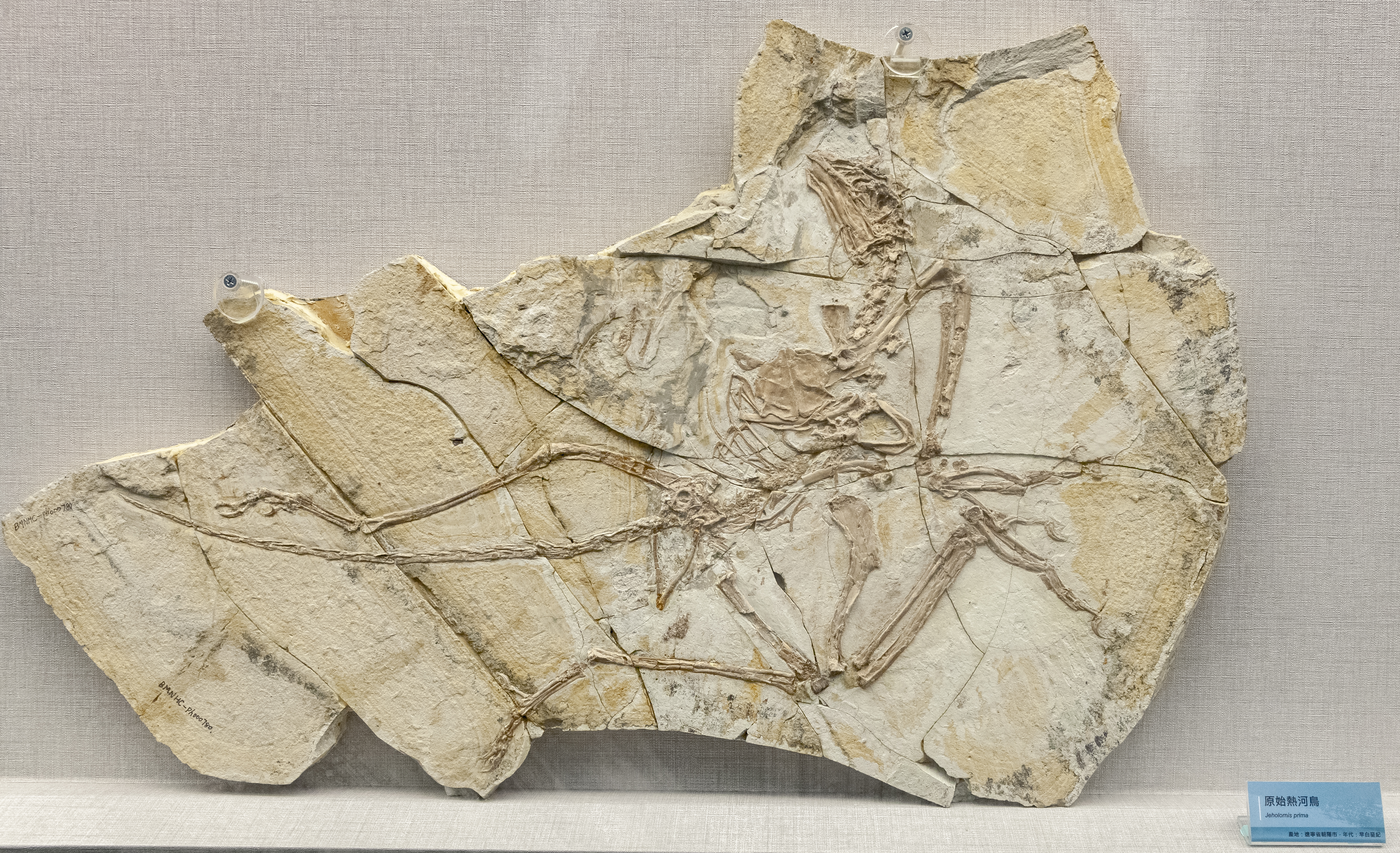
Fósil de Jeholornis prima, recogido en Chaoyang, Liaoning, China. El espécimen (BMNHC Ph780) pertenece a la colección del Museo de Historia Natural de Beijing.

Jeholornis era un ave herbívora, y en uno de sus fósiles se encontraron semillas en la zona del buche de 8-10 mm de tamaño. En este fósil se conservan además los tres dientes de la mandíbula inferior. Su reducido tamaño, junto con la forma de la cabeza del animal, sugieren una dieta especializada en semillas. Otros especímenes encontrados, clasificados como ejemplares juveniles, poseían más dientes, aunque se indica que al madurar los perderían.
La anatomía de Jeholornis indica que el animal tenía cierta capacidad de volar, mayor que la de Archaeopteryx. Sin embargo, al igual que éste, Confuciusornis  y otras aves primitivas, la disposición de los huesos del hombro indica que el animal no podía elevar sus extremidades superiores por encima del cuerpo. Esto significa que Jeholornis no estaba capacitado para el vuelo mediante el batido de alas, aunque sí podría haber sido capaz de planear.
La curvatura de las garras señala que Jeholornis era un animal de hábitos arbóreos, al menos parcialmente. Una de las adaptaciones que apoyan la hipótesis es la presencia del hallux revertido, como en las aves modernas. Sin embargo, este dedo no estaba completamente revertido, como en las aves actuales, sino que presentaba un estado intermedio entre aves posteriores y las más primitivas.